# Richie Ashburn
Richie Ashburn, né le 19 mars 1927 à Tilden, au Nebraska, et mort le 9 septembre 1997 à New York, est un joueur de baseball américain. Un des athlètes les plus appréciés de l'histoire sportive de Philadelphie, où il a passé la plus grande partie de son séjour dans le baseball majeur, il est devenu un commentateur des matchs des Phillies à la radio et à la télévision après sa carrière de joueur. Il a été admis au Temple de la renommée en 1995.

## Carrière
Pendant les 12 saisons qu'il a passées avec les Phillies de Philadelphie comme joueur de champ centre, Richie Ashburn s'est illustré comme un frappeur de simples plutôt que comme cogneur de longue distance. Au cours de sa carrière, il n'a frappé que 29 circuits, dont 7 dans sa dernière saison avec les Mets de New York, mais sa fiche fait état de 2 574 coups sûrs qui le placent parmi les 100 meilleurs de tous les temps. Son habileté à placer la balle dans tous les champs a toujours compliqué le travail de la défensive adverse. Il a été champion frappeur de la Ligue nationale en 1955 avec une moyenne de 0,338 et en 1958 avec une moyenne de 0,350, et il a été sélectionné sur les équipes d'étoiles à six reprises.
Ashburn a été échangé par les Phillies aux Cubs de Chicago pour trois joueurs à la fin de la saison 1959. Après deux saisons à Chicago, il a été repêché par les Mets de New York lors de l'expansion de la Ligue nationale en 1962. Bien qu'il ait connu une excellente saison avec une moyenne de 0,306, il a décidé de prendre sa retraite, ne pouvant se résoudre à poursuivre avec une équipe de piètre qualité qui a terminé avec 120 défaites cette saison-là, la pire fiche de l'histoire moderne du baseball majeur. L'année suivante, il a entrepris une fructueuse carrière comme commentateur des matchs des Phillies. Il a succombé à une crise cardiaque le 9 septembre 1997, à l'âge de 70 ans, après avoir pris part à la diffusion d'un match entre les Phillies et les Mets au stade Shea à New York.